# 埃斯库拉
埃斯库拉（西班牙語：Ezcurra）是西班牙纳瓦拉的一个市镇。总面积23.82平方公里，总人口138人（2018年），人口密度5.79人/平方公里。